# 雪山草蜥
雪山草蜥（学名：Takydromus hsuehshanensis）为蜥蜴科草蜥属的爬行动物。分布于台湾等地，多栖息于台中雪山周围以及多活动于路边裸露的石背上。其生存的海拔范围为2500至2950米。该物种的模式产地在台湾。其种加词“hsuehshanensis”意为“雪山的”。

## 描述
為台灣草蜥屬蜥蜴中，身體最長，但尾巴與身體比例最短之物種。成體吻肛長可達6-8公分，尾巴則可為體長2-2.5倍。身體背面為橄褐色，腹面為白色，體側有一條黑褐色縱帶。非繁殖期雌雄較難分辨，唯繁殖期間，雄性會出現明顯綠色斑點。舌頭則有明顯分叉。

## 習性
白天活動，喜補食昆蟲及小型無脊椎動物。具斷尾特性，惟不輕易自割。一年可生二次蛋，每次可產約2-6枚蛋，孵化期約31天。12-2月是其冬眠期。

## 棲地
分佈於海拔1800-3500公尺的雪山山脈和中央山脈北段，常出現在高山箭竹草原或碎石坡，另在林道兩側亦可經常發現蹤跡。

## 保护
本种于2023年被收录入《有重要生态、科学、社会价值的陆生野生动物名录》。